# إنريكي غيمنو
إنريكي غيمنو (بالإسبانية: Enrique Gimeno) هو موزع وعازف بيانو وملحن مكسيكي، ولد في 28 يوليو 1929 في برشلونة في إسبانيا، وتوفي في 3 نوفمبر 2007 في مدينة مكسيكو في المكسيك.